# Golden Meadow
Golden Meadow és una població dels Estats Units a l'estat de Louisiana. Segons el cens del 2000 tenia 2.193 habitants.

## Demografia
Segons el cens del 2000, Golden Meadow tenia 2.193 habitants, 821 habitatges, i 583 famílies. La densitat de població era de 348,4 habitants/km².
Dels 821 habitatges en un 35,4% hi vivien nens de menys de 18 anys, en un 57,7% hi vivien parelles casades, en un 9,9% dones solteres, i en un 28,9% no eren unitats familiars. En el 22,8% dels habitatges hi vivien persones soles l'11,9% de les quals corresponia a persones de 65 anys o més que vivien soles. El nombre mitjà de persones vivint en cada habitatge era de 2,67 i el nombre mitjà de persones que vivien en cada família era de 3,16.
Per edats la població es repartia de la següent manera: un 27,9% tenia menys de 18 anys, un 8,4% entre 18 i 24, un 29,4% entre 25 i 44, un 18,8% de 45 a 60 i un 15,5% 65 anys o més.
L'edat mediana era de 35 anys. Per cada 100 dones de 18 o més anys hi havia 93,8 homes.
La renda mediana per habitatge era de 28.690 $ i la renda mediana per família de 36.944 $. Els homes tenien una renda mediana de 32.969 $ mentre que les dones 21.786 $. La renda per capita de la població era de 13.122 $. Entorn del 15,4% de les famílies i el 18,8% de la població estaven per davall del llindar de pobresa.

## Poblacions més properes
El següent diagrama mostra les poblacions més properes.